# Bopyrissa pyriforma
Bopyrissa pyriforma är en kräftdjursart som först beskrevs av Sueo M. Shiino 1958.  Bopyrissa pyriforma ingår i släktet Bopyrissa och familjen Bopyridae. Inga underarter finns listade i Catalogue of Life.